# Schoenorchis aurea
Schoenorchis aurea är en orkidéart som först beskrevs av Henry Nicholas Ridley, och fick sitt nu gällande namn av Leslie Andrew Garay. Schoenorchis aurea ingår i släktet Schoenorchis och familjen orkidéer. Inga underarter finns listade i Catalogue of Life.